# Xi (Panzhihua)
Xi  léase Sí (en chino simplificado, 西区; pinyin, Xī qū, lit: occidente) es un distrito urbano bajo la administración directa de la ciudad-prefectura de Panzhihua. Se ubica en la provincia de Sichuan, centro-sur de la República Popular China. Su área es de 124 km² y su población total para 2010 fue más de 150 mil habitantes.

## Administración
El distrito de Xi se divide en 7 pueblos que se administran en 6 subdistritos y 1 poblado.